# 1027

1027(천이십칠)은 1026보다 크고 1028보다 작은 자연수다.

## 수학
- 합성수로, 그 약수는 1, 13, 79, 1027이다. 진약수의 합은 93이므로, 1027은 부족수다.
  - 305번째 반소수다. 앞의 반소수는 1018, 다음 반소수는 1037이다.
- 13번째 십오각수다. 앞의 십오각수는 870, 다음은 1197이다.
- 19번째 중심있는 육각수다. 앞의 중심있는 육각수는 919, 다음은 1141이다.
- {\displaystyle 1027=131+137+139+149+151+157+163}
  - 연속하는 소수(素數) 7개의 합으로 나타낼 수 있으며, 이 성질을 지닌 앞의 수는 991, 다음 수는 1063이다.
- {\displaystyle 1027=2^{2}+3^{2}+5^{2}+7^{2}+11^{2}+13^{2}+17^{2}+19^{2}}
  - 19 이하의 모든 소수(素數)의 제곱합으로, 연속하는 8개의 소수의 제곱합으로 나타낼 수 있는 가장 작은 수다. 이 성질을 지닌 다음 수는 1552이다.
- {\displaystyle 55^{3}-1}은 1027로 나누어떨어진다.

## 과학
- NGC 1027(영어판): 카시오페이아자리 방향에 있는 산개성단.

## 교통
- 1027번 지방도 (폐지): 과거 경상남도 울산시의 광역시 승격 이전에 존재하던 대한민국의 지방도.
- 1027번 홋카이도도(일본어판)

## 군사
- 1027 작전: 미얀마 내전 관련 작전의 하나.

## 문화유산
- 대한민국의 보물 제1027호: 청자 구룡형뚜껑 향로

## 기타
- 날짜: 10월 27일
  - 10·27 법난 (1980년): 대한민국에서 일어난 불교 탄압 사건.
- 연도: 1027년, 기원전 1027년

## 같이 보기
- 1000